# 吉見マサノヴ
吉見 マサノヴ（よしみ まさのぶ、1976年 - ）は、日本の作家・詩人・エッセイスト。鹿児島県鹿屋市生まれ。

## 人物
東京福祉大学福祉心理学部卒業。本業は専門学校講師・看護師・精神保健福祉士・公認心理師。

## 経歴
2002～2003年 ファッション情報誌「CROWD」にて恋愛系コラム連載。
2004年 「恋愛歪言」がネオブックオーディション優秀賞受賞。
2005年 フリーペーパー「東京働女100」創刊号～7号 短編小説連載。
2006年 作家春乃れぃとコラボレートしたケータイ書籍「桃色浮世草子」を出版。
2006年3月 恋愛ブログランキング1位「月刊男心」が書籍化。
「月刊男心」は眞鍋かをりも愛読しており、ブログ普及委員会で眞鍋かをり認定を受けた。
2010年12月 電子書籍「日刊男心～草食男子の穏やかな反逆～」出版。
2011年2月 電子書籍「ととのいました！キモいけど言われてみたい日本語～恋したくなる三行詩～」出版。
2011年2月 東京グラフィティ#078 特集「人生で一番大切なこと」掲載。
2011年11月 電子書籍「決死の言い訳　歴史に残らない男達の迷言」出版。
2018年3月 週刊現代「薩摩人の夜の秘密」記事内コメント。

## 主な著書
- 恋愛歪言 （バーチャルクラスター社2004年8月）
- 桃色浮世草子（モバイルメディアリサーチ2006年1月）
- 月刊男心（まどか出版2006年3月）
- 日刊男心～草食男子の穏やかな反逆～（AXELBOOK2010年12月）
- キモいけど言われてみたい日本語～恋したくなる三行詩～（AXELBOOK2011年2月）
- 決死の言い訳　歴史に残らない男達の迷言 （WEB EDITION CO.,LTD2011年11月）